# Клиппинг (аудио)

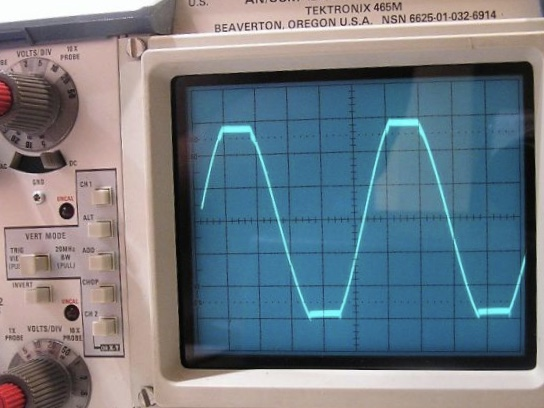
Симметричный клиппинг на экране осциллографа. Вместо чистой гармонической волны наблюдается обрезка синусоиды сверху и снизу. В моменты входа в клиппинг и выхода из него наблюдаются кратковременные выбросы сигнала. Выход из клиппинга относительно чистый, без признаков «залипания»

Клиппинг (англ. clipping — отсечение, срезание) в звукотехнике — нелинейные искажения звука вследствие жёсткого амплитудного ограничения цифрового или аналогового сигнала. Цифровой клиппинг возникает при выходе цифрового сигнала за пределы шкалы допустимых значений, аналоговый клиппинг — при достижении предельных значений напряжения или тока сигнала, определяемых размахом напряжений питания и схемотехникой усилителя.
Клиппинг сопровождается генерацией широкого спектра высших гармоник исходного сигнала, поэтому он более заметен на слух, чем искажения иной природы с тем же значением коэффициента нелинейных искажений (КНИ). Клиппинг с КНИ=1 % более заметен на слух, чем перегрузка аналоговой магнитной ленты с КНИ=3 %.

## Цифровой клиппинг
Цифровой клиппинг возникает как при преобразовании аналогового сигнала в цифровой, так и при арифметических манипуляциях с цифровым сигналом (масштабирование, фильтрация, микширование и т. п.). Выход сигнала за пределы шкалы допустимых значения (например, от −32768 to +32767 для 16-разрядных АЦП), как правило, приводит к жёсткому ограничению на уровне нижней или верхней границы шкалы. Реже, при некорректной арифметической обработке целых чисел, происходит целочисленное переполнение c непредсказуемым результатом. На практике программная обработка оцифрованного звука, как правило, производится в числах с плавающей запятой с разрядностью не менее 32 бит, поэтому переполнение при обработке происходит редко; более вероятен цифровой клиппинг при перекодировке чисел с плавающей запятой в целочисленный код.
Примеры цифрового клиппинга
Цифровой клиппинг порождает наибольшее (по сравнению с аналоговым клиппингом) количество гармоник исходного сигнала, и вследствие алиасинга может также порождать субгармонические и ангармонические призвуки. Например, симметричный клиппинг простейшего гармонического сигнала — синусоиды частотой 1 кГц — породит и её высшие гармоники, и призвуки с частотами ниже 1 кГц. При дальнейшей обработке клиппированного цифрового сигнала адаптивным кодеком, оптимизированным под естественные звуковые сигналы и особенности человеческого слуха, эти искусственные компоненты могут «обманывать» кодек, что приводит к утрате ещё сохранявшихся в клиппированном сигнале полезных составляющих.
По мнению абсолютного большинства авторов, цифровой клиппинг — наихудший, наиболее неблагозвучный из всех видов амплитудных ограничений; он плохо поддаётся последующему исправлению программными средствами и абсолютно недопустим в профессиональной звукотехнике. По мнению Итана Уайнера, это бесспорно верно лишь для значительных перегрузок; если уровень кратковременной перегрузки ограничен несколькими дБ, то качество звука остаётся допустимым.
Основной способ предотвратить клиппинг при оцифровке аналогового звука — консервативная установка уровня аналогового сигнала, гарантирующая достаточный запас для корректного преобразования самых мощных, краткосрочных выбросов исходного сигнала. Например, стандарт Европейского вещательного союза предписывает, чтобы максимально допустимый уровень сигнала, отображаемый индикатором входного уровня, был на 9 дБ (или в 2,8 раз) ниже предельного размаха шкалы преобразования. Запас в 9 дБ, по замыслу разработчика стандарта, предотвращает перегрузки АЦП короткими пиками, которые не детектируются и не отображаются традиционными индикаторами.

## Аналоговый клиппинг
Амплитудное ограничение сигнала — непременное свойство любой аналоговой схемы. Напряжения на её элементах не могут выходить за пределы, заданные напряжениями на шинах питания (с учётом вольтодобавки, если таковая применяется, и временных выбросов напряжения на индуктивных компонентах). В схемах с жёстким ограничением выходного тока (например, с непрерывно действующей защитой по току) одновременно действуют два ограничения — и по току, и по напряжению.

Неискажённый сигнал, плавное ограничение и жёсткий клиппинг

В схемах без общей обратной связи искажения сигнала нарастают плавно, и ограничение происходит мягко. Эти процессы намеренно подчёркиваются в ламповых гитарных усилителях: выходной сигнал постепенно обогащается благозвучными гармониками (эффект дисторшн), и лишь на предельных уровнях «рассыпается» (уходит в клиппинг). В схемах с общей обратной связью коэффициент передачи остаётся неизменным, а искажениям — низкими в широком диапазоне выходных напряжений. Вблизи предельных уровней искажения резко нарастают с последующим переходом в клиппинг, но даже в этом случае клиппинг происходит не так жёстко, как в цифровых устройствах. Уровень генерируемых высших гармоник значительно ниже, отсутствует генерация ангармонических призвуков.
Переход в клиппинг и выход из него могут сопровождаться короткими выбросами сигнала и резонансным дребезгом. Выход из клиппинга может затягиваться: обратная связь на время ослабляется или вовсе размыкается, что приводит к временному залипанию сигнала на полке клиппинга. В особых случаях (например, в устройствах на операционных усилителях семейства TL07x) клиппинг может сопровождаться крайне неблагозвучной инверсией фазы: выходной сигнал отрицательной полярности, достигнув нижней полки, скачкообразно меняет полярность и залипает на верхней полке.
В студийных условиях клиппинг происходит на всех этапах звукозаписи — например, в микрофонах, во встроенных и внешних и микрофонных усилителях. В бытовой практике наиболее распространён клиппинг в усилителях мощности звуковых частот; он происходит часто и в большинстве случаев остаётся незамеченным, так как искажения при кратковременном клиппинге, как правило, остаются в пределах субъективно допустимых. Основные факторы, способствующие кратковременным, но регулярным заходам в область клиппинга — низкая чувствительность громкоговорителей и высокий пик-фактор (соотношение среднего и максимального уровней записи) воспроизводимого сигнала. Полностью исключить клиппинг при наличии обоих этих факторов практически невозможно: это требует запредельно высокого запаса выходной мощности. Пик-фактор высококачественных записей музыки составляет не менее 14 дБ, то есть максимальная мощность должна в 25 раз превышать среднюю. Для того, чтобы раскачать низкочувствительный (83 дБ на 1 м) громкоговоритель до оптимального, реалистичного уровня 96 дБ на 1 м, средняя мощность должна составлять «всего» 20 Вт, а максимальная выходная мощность с учётом 25-кратного запаса — 500 Вт. Расчёт подтверждается практическими экспериментами: например, при озвучивании помещения площадью 40 м² громкоговорителем с чувствительностью 84 дб на 1 м усилитель мощностью 250 Вт на канал регулярно заходил в клиппинг — при этом средняя мощность воспроизведения перкуссивных треков не превышала 2 Вт.